# More Fun Comics
More Fun Comics (dt. etwa „Comics, die mehr Spaß machen“) war ein Comicmagazin, das zwischen 1935 und 1947 von dem US-amerikanischen Verlag DC Comics herausgegeben wurde.

## Veröffentlichungsgeschichte
Das Magazin wurde im Februar 1935 unter dem Titel „New Fun Comics“ gestartet. Mit der Ausgabe #7 vom Februar 1936 wurde der Titel in „More Fun Comics“ geändert der dann bis zur Einstellung der Reihe mit der Ausgabe #127 von 1947 beibehalten wurde. 
Der Herausgeber des Heftes, das eine Vielfalt aus lustigen Geschichten der unterschiedlichsten Art umfasste, war der Pulp-Magazin-Autor Major Malcolm Wheeler-Nicholson. Jede Ausgabe der Reihe, die anfangs den Untertitel „The Big Comic Magazine“ trug, bestand aus 36 Seiten im Tabloid-Format (etwa dem deutschen DIN-A4-Format entsprechend). 
Zu den Features, die in der Serie immer wieder vertreten waren, zählten der Tiercomic Pelion and Ossa, die Schülerromanze Jigger and Ginger, die Westernreihe Jack Woods und Barry O'Neill, das sich mit einem Fu-Manchu-ähnlichen chinesischen Schurken befasste. Die bekanntesten Figuren und Serien, die in More Fun Comics ihren Ausgang nahmen, waren Henri Duval, eine Reihe um einen schneidigen Abenteurer (in Ausgabe #5 vom Oktober 1935), die befremdlichen Erlebnisse des Mystikers Doctor Occult (erschien in den Ausgaben #6–33) – beides Schöpfungen der beiden späteren Superman-Erfinder Jerry Siegel und Joe Shuster –, gefolgt von Reihen wie Spectre (erschien in #52–101), Doctor Fate (erschien in #55–98), Johnny Quick (erschien in #71–107), Green Arrow (erschien in #73–107), Aquaman (erschien in #73–107) und Superboy (erschien in #101–107). 
Nach dem Debüt von Superman in dem zum gleichen Verlag gehörenden Magazin Action Comics widmete sich auch More Fun Comics eine Zeit lang vorwiegend Superhelden-Stoffen. Mit der Ausgabe #107 wurden schließlich alle Superhelden-Serien in das Magazin Adventure Comics verlegt, während More Fun Comics zu seinen humoristischen Wurzeln zurückkehrte. Das Hauptfeature in den folgenden 20 Ausgaben war die Kinderserie Jimminy and the Magic Book. Mit der Nummer #127 wurde die Serie 1947 schließlich aufgrund schwindender Verkaufszahlen eingestellt.